# Singapurische Badmintonmeisterschaft 1950/51
Die Singapurische Badmintonmeisterschaft 1950/51 fand im Oktober 1950 (Damen) und im Januar 1951 (Herren, Mixed) statt. 

## Sieger und Finalisten
| Disziplin    | Gold                          | Silber                        |
| ------------ | ----------------------------- | ----------------------------- |
| Herreneinzel | Cheong Hock Leng              | Wong Peng Soon                |
| Dameneinzel  | Helen Heng                    | Chionh Hiok Chor              |
| Herrendoppel | Ong Poh Lim Ismail Marjan     | Wong Peng Soon Teoh Peng Hooi |
| Damendoppel  | Helen Heng Mary Sim           | Baby Low Suzie Pang           |
| Mixed        | Ong Poh Lim Alice Pennefather | Lau Teng Siah Mak Fong Sim    |

## Finalresultate
| Disziplin    | Sieger                        | Finalist                      | Ergebnis          |
| ------------ | ----------------------------- | ----------------------------- | ----------------- |
| Herreneinzel | Cheong Hock Leng              | Wong Peng Soon                | 15–5, 9–15, 15–12 |
| Dameneinzel  | Helen Heng                    | Chionh Hiok Chor              | 11–4, 11–2        |
| Herrendoppel | Ismail Marjan Ong Poh Lim     | Teoh Peng Hooi Wong Peng Soon | 15–12, 15–9       |
| Damendoppel  | Helen Heng Mary Sim           | Baby Low Suzie Pang           | 15–7, 15–9        |
| Mixed        | Ong Poh Lim Alice Pennefather | Lau Teng Siah Mak Fong Sim    | 15–11, 15–6       |